# Seth Olsen
Seth Eli Johan Olsen (1. března 1882, Sisimiut – 8. dubna 1921, Sisimiut) byl grónský lovec a člen druhé jihogrónské zemské rady.

## Životopis
Seth Olsen byl synem lovce Jørgena Ole Tønnese Jokuma Olsena (1852–?) a jeho manželky Kirstine Bodil Benedikty Absalonsen (1854–?) Sám byl také lovcem a v roce 1917 byl zvolen do jihogrónské zemské rady. Naposledy se však zúčastnil zasedání v roce 1919 a následně v roce 1921 (ještě během volebního období) zemřel ve věku 39 let na tuberkulózu. Nahradil jej Marius Olsen. Seth Olsen byl mladším bratrem radního Simona Olsena (1879–1936) a strýcem radního Jørgena C. F. Olsena (1916–1985). Jeho vnukem je lingvista Carl Christian Olsen.